# Corades semiplena
Corades semiplena är en fjärilsart som beskrevs av Otto Thieme 1906. Corades semiplena ingår i släktet Corades och familjen praktfjärilar. Inga underarter finns listade i Catalogue of Life.